# Otchłań (film 2012)
Otchłań, inny tytuł Czyściec (tur. Araf) – turecko-francusko-niemiecki film dramatyczny z 2012 roku w reżyserii Yeşim Ustaoğlu.

## Opis fabuły
Historia dwojga młodych ludzi (Zehry i Olguna), którzy pracują w cafeterii przy stacji benzynowej. Marząc o lepszym życiu fascynują się tandetnymi programami telewizyjnymi, ukazujących atrakcyjne życie pełne bogactwa i sławy. Losy bohaterów komplikują się, kiedy w ich życiu pojawia się Mahur, kierowca ciężarówki. Zehra zakochuje się w starszym od niej mężczyźnie, co pogłębia frustrację u zaprzyjaźnionego z nią Olguna.
Film realizowano w mieście Karabük.

## Obsada
- Neslihan Atagül Doğulu jako Zehra
- Baris Hacihan jako Olgun
- Özcan Deniz jako Mahur
- Nihal Yalcin jako Derya
- Yasemin Çonka jako Meryem
- Feride Karaman jako Feride
- Erol Babaoglu jako Nuri

## Nagrody i wyróżnienia
- 2012: Festiwal Filmowy w Abu Zabi
  - Nagroda Czarnej Perły dla najlepszego filmu
- 2012: Międzynarodowy Festiwal Filmowy w Tokio
  - nagroda dla najlepszej aktorki (Neslihan Atagül Doğulu)
- 2013: Międzynarodowy Festiwal Filmowy w Monachium
  - Nagroda ARRI/OSRAM dla najlepszego filmu zagranicznego
- 2013: Międzynarodowy Festiwal Filmowy w Sofii
  - Nagroda dla najlepszego filmu bałkańskiego